# Silent Möbius
Silent Möbius (サイレントメビウス, Sairento Mebiusu), criado por Kia Asamiya, é um mangá de e 12 volumes, uma série de anime de 26 episódios e um par de filmes licenciados pela Bandai Entertainment. O enredo da obra é fortemente influenciada pelo filme Blade Runner e tem como centro a vida dos membros da AMP (Attacked Mystification Police Force), um grupo de oficiais policiais femininas com vários talentos e personalidades que protegem Tóquio da invasão de criaturas extradimensionais, chamadas de Lucifer Hawks. A série foi publicada em inglês pela Udon Entertainment e, posteriormente, pela Viz Media.
O nome "Möbius" origina-se da expressão Fita de Möbius (Möbius strip), nome dado a um espaço topológico obtido pela colagem das duas extremidades de uma fita, após efetuar meia volta numa delas. A representação de uma fita de Möbius aparece logo no tema de abertura do desenho.

## Roteiro
Em 1999 Gigelf Liqueur, ajudado por uma associação de magos, colocou em ação um plano para abrir um portão entre a Terra e o mundo de Nemesis. A intenção era trocar o ar e a água poluída da Terra pelo do mundo de Nemesis. Para ajudar neste esforço, um enorme cíclotron foi construído embaixo de Tóquio. Infelizmente para todos os envolvidos, Ganossa Maximilian - um velho aprendiz de Gigelf - sabotou o plano abrindo o portal muito cedo e usando o portal para seus próprios intentos. Após isso, Gigelf e a associação de magos lutaram contra a invasão de um Lucifer Hawk (o nome dos habitantes de Nemesis) por alguns anos. Gigelf foi morto em 2006 e parece que a associação teve a mesma sorte nos anos subsequentes.
Em 2003, Rally Cheyenne, filha de um membro da associação de magos, Lufa Cheyenne, iniciou a Attacked Mystification Police. De dupla descendência (o pai de Rally era de Nemesis), Rally se sentia parcialmente responsável pelo crescimento dos ataques a seres humanos inocentes, saqueados criaturas de Nemesis. Ela iniciou a organização com apenas 3 oficiais (Kiddy Phenil, Lebia Maverick e Nami Yamigumo) e uma subcomandante (Mana Isozaki). Ao longo dos anos, foram incluídas Yuki Saiko, Katsumi Liqueur e Lum Cheng para a equipe, ajudando na luta para proteger a Terra dos Lucifer Hawk.

## Personagens

### Principais
Rally Cheyenne
Dlubador: Toshiko Fujita (Japonês)
Kiddy Phenil
Dlubador: Hiromi Tsuru (Japonês)
Katsumi Liqueur
Dlubador: Naoko Matsui (Japonês)
Nami Yamigumo
Dlubador: Chieko Honda (Japonês)
Yuki Saiko
Dlubador: Maya Okamoto (Japonês)
Lebia Maverick
Dlubador: Miho Nagahori (Japonês)
Lum Cheng
Dlubador: Akiko Hiramatsu (Japonês)
Mana Isozaki
Dlubador: Mami Koyama (Japonês)

### Antagonistas
Ganossa Maximillian
Dlubador: Kaneto Shiozawa (Japonês)
Rosa Cheyenne
Daemon Sword Medium
Lucifer Hawk

## Episódios
| Silent Möbius | Silent Möbius    | Silent Möbius             | Silent Möbius             |
| Episódio      | Título em inglês | Título original           | Exibição Original (Japão) |
| ------------- | ---------------- | ------------------------- | ------------------------- |
| 1             | Awake            | 覚醒 (Kakusei; Despertar) | 7 de abril de 1998        |

| 2 | Decide | 決断 (Ketsudan; Determinação) | 14 de abril de 1998 |

| 3 | Tokyo Underground | 東京の底 (Tōkyō no Soko; A Base de Tóquio) | 21 de abril de 1998 |

| 4 | Break-In | レイク·イン (Bureiku-in) | 28 de abril de 1998 |

| 5 | Let's Have A Party | パーティの夜 (Paati no Yoru; A Noite da Festa) | 5 de maio de 1998 |

| 6 | Megadyne | 終わりなき戦い (Owari Naki Tatakai; A Batalha Interminável) | 12 de maio de 1998 |

| 7 | Kagome Kagome | うしろの正面 (Ushiro no Shōmen; Por Detrás da Máscara) | 19 de maio de 1998 |

| 8 | Yes, My Master | 継承 (Keishō; A Sucessão) | 26 de maio de 1998 |

| 9 | Tokyo Antique | かつて愛した街角 (Katsute Ai Shita Machikado; A Outrora Amada Esquina) | 2 de junho de 1998 |

| 10 | XRP-77 | 迷宮の記憶 (Meikyū no Kioku; Lembranças do Labirinto) | 9 de junho de 1998 |

| 11 | Alice in Logic-Space | 機械仕掛けのアリス (Kikai Shikake no Arisu; O Mecanismo de Máquina de Alice) | 16 de junho de 1998 |

| 12 | Sister | 呪われた絆 (Norowareta Kizuna; O Laço Amaldiçoado) | 23 de junho de 1998 |

| 13 | Category 4 | 第四の妖魔 (Daiyon no Yōma; A Aparição do Tipo 4) | 30 de junho de 1998 |

| 14 | Möbius Klein | 序曲 (Jokyoku; Prelúdio) | 7 de julho de 1998 |

| 15 | Lum Cheng | 九竜の少女 (Kaorun no Shōjo; A Garota de Kowloon) | 14 de julho de 1998 |

| 16 | Labyrinth | 刻の迷宮 (Koku no Meikyū; O Labirinto do Tempo) | 21 de junho de 1998 |

| 17 | Destiny | 結びあう夕べ (Musubiau Yūbe; A Noite do Encontro Final) | 28 de junho de 1998 |

| 18 | DOMULL | 別れゆく夜 (Wakare Yuku Yoru; A Noite da Separação) | 4 de agosto de 1998 |

| 19 | Back of a Coin | さすらいの果て (Sasurai no Hate; O Fim da Vagueação) | 11 de agosto de 1998 |

| 20 | LOVE | 愛 (Ai; Amor) | 18 de agosto de 1998 |

| 21 | Dark Side of the Moon | 月の生まれた夜 (Tsuki no Umareta Yoru; A Noite em que a Lua Nasceu) | 25 de agosto de 1998 |

| 22 | CRYING | 暗転 (Anten; Mudança Para Pior) | 18 de agosto de 1998 |

| 23 | Life Again | 再生せしもの (Saisen Seshimono; Reativação) | 8 de setembro de 1998 |

| 24 | HELL ROAD | 地獄への途 (Jigoku e no Michi; Caminho para o Inferno) | 15 de setembro de 1998 |

| 25 | Count Down | 死闘 (Shitō; Batalha Mortal) | 22 de setembro de 1998 |

| 26 | TOMORROW | 希望 (Kibō; Esperança) | 29 de setembro de 1998 |